# Martti Talvela
Martti Talvela (Hiitola, Finnország, 1935. február 4. – Juva, Finnország, 1989. július 22.) finn operaénekes, basszus.

## Élete
A mai Karéliai Köztársaság területén született, majd Lahtiban és Stockholmban tanult.
Helsinkiben, 1960-ban debütált az opera színpadán, Sparafucile szerepében, a Rigolettóban. 203 cm-es magasságával évszázadának legmagasabb énekese volt. Fiatalkorában ökölvívással is foglalkozott, ez alakította ki benne a legnagyobb szerepekhez szükséges állóképességet. Az operarendezők különösen keresték Borisz Godunovnak, de az opera Pimen szerepébe is, vagy Paavo Ruotsalainennek  az Utolsó kísértésekben. Közkedvelt Wagner-énekes volt (Marke király, Hunding, Fasolt, Fafner, Hagen (egy kritikus „elementáris erejűnek” írta le Hagenjét) és Titurel). További kiemelkedő szerepei: Sarastro, Dosefei, és Gremin herceg, Fülöp király és a Főinkvizítor, valamint, pályája későbbi szakaszában Mihail Ivanovics Glinka Ivan Szuszanyin főszerepe.
Utolsó felvételén, a betegségtől már teljesen lesoványodva, Franz Schubert Winterreise című művének szívhez szóló, lelket melengető előadását hagyta az utókorra. Legalább kétszer vette fel Muszorgszkij A halál dalai és táncai című kompozícióját – egyszer szimfonikus zenekari kísérettel, egyszer pedig zongorával.
Az operatörténelem egyik legkiemelkedőbb basszusa volt: hangjának mélysége mellett sötét, erős tónusú hangszíne, valamint hatalmas termete tekintélyt parancsolóan jelent meg minden szerepében. Hangja könnyedén áradt, hiányzott belőle a jellegzetes törés, amire szinte minden basszistának szüksége van a legmélyebb hangok éneklésekor, hangja a magasabb tartományokban sem vesztette el fényét, gazdagságát. Kiváló énekes színész volt, aki minden szerepébe egyfajta komor méltóságot hozott, még az eredendően gonosz szerepibe is, mint a Hagen vagy a Főinkvizítor.
Előadásairól képfelvételek is készültek, így látható Borisz Godunov, Sarastro, Ozmin, és Don Fernando szerepében.
Talvela 54 évesen halt meg szívinfarktusban, lánya esküvőjén, amikor vele táncolt.

## Fordítás
- Ez a szócikk részben vagy egészben  a   Martti Talvela című angol Wikipédia-szócikk fordításán alapul.  Az eredeti cikk szerkesztőit annak laptörténete sorolja fel. Ez a jelzés csupán a megfogalmazás eredetét és a szerzői jogokat jelzi, nem szolgál a cikkben szereplő információk forrásmegjelöléseként.

## Külső hivatkozások
- Rövid, képes életrajz